# Farkas Zsolt (kritikus)
Farkas Zsolt (Bonyhád, 1964. június 24. –) irodalomkritikus, író, filozófus és esztéta. 

## Élete
1964. június 24-én született Tolna megyében Farkas Attila szakályi iskolaigazgató és Szalai Gabriella hőgyészi gyermekotthon-igazgató második gyermekeként.[forrás?] Korai éveit Hőgyészen töltötte, majd a dombóvári Illyés Gyula Gimnáziumban fejezte be középiskolai tanulmányait. Tanári diplomáját a pécsi Janus Pannonius Tudományegyetemen (ma PTE) szerezte magyar-művészettudomány szakon 1989-ben.
Tanulmányai befejeztével demonstrátor és a Jelenkor Kiadó szerkesztője lett egy évig. Következő két évét az Egyesült Államokban, New Yorkban töltötte lakásfelújító szakmunkásként. 
Hazatérve Budapestre költözött, majd tanulmányait a Szegedi Tudományegyetemen folytatta, ahol irodalomtudományból szerzett PhD-t.
2002–2023 között a Miskolci Tudományegyetem adjunktusa volt.

## Könyvei
- Mindentől ugyanannyira (1994)
- Kukorelly Endre (1996)
- Most akkor (1998)
- Ér (2004)
- Hotel Triglav (2010)
- Szia (2014)
- Pozíciók és kompozíciók (2022)

## Díjai
- Móricz Zsigmond Ösztöndíj, 1994
- Soros Ösztöndíj, 1995
- Magyar Állami Eötvös Ösztöndíj, Columbia University, New York, N. Y., USA, 1996-97
- NKA Alkotói Ösztöndíj, 2001
- Erdődy Edit-díj, 2023[2]
- Baumgarten-emlékdíj, 2023[3]